# Фонтана, Дороти
Дороти Кэтрин Фонтана (англ. Dorothy Catherine Fontana), более известная как Д. К. Фонтана (англ. D. C. Fontana) (25 марта 1939 – 2 декабря 2019) — американская сценаристка и редактор сюжетов для телевидения, наиболее известная по своей работе над франшизой «Звёздный путь», и несколькими вестерн-телесериалами.
После короткого периода работы секретарём у Сэмюэля А. Пиплза, Фонтана перешла работать на Деля Рейсмана, продюсера телесериала 1963 года «Лейтенант», создателем которого был Джин Родденберри.
Хотя «Лейтенант» вскоре был отменён, Родденберри начал работать над научно-фантастическим телесериалом 1966 года «Звёздный путь», а Фонтана была назначена редактором сюжета телесериала, но ушла после второго сезона, чтобы заняться внештатной работой.
Позже Фонтана снова работала с Родденберри над телефильмом 1973 года «Генезис II», а затем в качестве редактора сюжета и ассоциированного продюсера для мультсериала (также 1973 года) «Звёздный путь: Анимационный сериал», для которого она также написала сценарий, ставший эпизодом, под названием «Год прошедший».
В 1970-х и начале 1980-х, Фонтана работала над множеством телесериалов, включая «Бегство Логана» 1973 года, «Человек на шесть миллионов долларов» 1977 года и «Бак Роджерс в XXV веке» 1979 года.
В середине 1980-х, Родденберри нанял Фонтану для работы над вторым телесериалом «Звёздного пути», «Звёздный путь: Следующее поколение» 1987 года но, хотя ей дали статус ассоциированного продюсера, этот опыт испортил их отношения и привёл к иску, поданному в Гильдию сценаристов США.
Позже Фонтана написала сценарий для одного эпизода третьего телесериала «Звёздного пути», «Звёздный путь: Глубокий космос 9» 1993 года и один эпизод для созданного фанатами «Звёздного пути» телесериала «Звёздный путь: Новые приключения» 2004 года.
Фонтана была удостоена премии Моргана Кокса в 1997 и 2002 году от Гильдии сценаристов США и попала в Зал славы «American Screenwriters Association» (с англ. — «Американская ассоциация сценаристов») в 2001 году.

## Ранняя жизнь
Дороти Кэтрин Фонтана родилась 25 марта 1939 года в Сассексе, штат Нью-Джерси, выросла в Тотове и окончила Passaic Valley Regional High School (с англ. — «Региональная средняя школа Пассейик-Вэлли»), в 1957 году.
В 11 лет Фонтана решила, что хочет стать романисткой. В юности она писала хоррор-истории, о себе и своих друзьях. Она училась в Fairleigh Dickinson University (с англ. — «Университет Фэрли Дикинсон»), который окончила со степенью специалиста, по специальности исполнительного секретаря.
После окончания колледжа, Фонтана уехала в Нью-Йорк, где устроилась на работу в Screen Gems, младшим секретарём президента студии. Вскоре после его смерти, она ненадолго вернулась в свой родной штат, а затем переехала в Лос-Анджелес. Она получила работу в «typing pool» компании,  создающей радиопрограммы в прямом эфире, Revue Studios, работая секретарём у сценариста Сэмюэля А. Пиплза, во время его работы в вестерн-телесериале, «Overland Trail».
Когда телесериал был отменён, они оба перешли к телесериалу «The Tall Man», и Фонтана продала Пиплзу сюжет для эпизода, под названием «A Bounty for Billy». Ей был 21 год, и это была её первая продажа сюжета для сценария. Она продолжала работать с Пиплзом с вестерн-телесериалом «Frontier Circus». Во время своей работы с Пиплзом, она реализовала шесть идей для сюжета, включая одну для телепродюсера Ната Холта, в его телесериале «Shotgun Slade».
Фонтана была ограничена в этом эпизоде, поскольку в телесериале были разрешены только четыре главные говорящие роли, включая главного персонажа. Другой эпизод, над которым она работала, пришлось переписать, чтобы убрать все сцены на открытом воздухе, так как во время съёмок шёл дождь, и их нельзя было откладывать из-за изменения погоды. Во всех этих телесериалах, она была указана в титрах под именем Dorothy C. Fontana. Пиплз ушёл из компании, но Фонтана осталась и вернулась в «typing pool».

## Работа сценаристом
Дороти Фонтана увидела позицию в телесериале о Корпусе морской пехоты США, под названием «Лейтенант» и подала заявку; она начала работать секретарём у его ассоциированного продюсера Деля Рейсмана.
Примерно в это же время, Фонтана приняла псевдоним D. C. Fontana, для своих сценариев, чтобы предотвратить предвзятое мнение о её работах, на основе её пола, поскольку в то время, она была одной из немногих женщин-сценаристов на NBC.
«Лейтенант» был создан Джином Родденберри, на которого Фонтана в конечном итоге работала, непосредственно после того, как его секретарь заболела. Узнав, что она хочет стать сценаристкой, Родденберри поддержал её. В 1964 году, она вместе с Гарри Санфордом, опубликовала свой первый роман, вестерн под названием «Brazos River» (с англ. — «Река Бразос»). В том же году, «Лейтенант» был отменён после одного сезона.
После отмены «Лейтенанта», Родденберри начал работу над научно-фантастическим телесериалом 1966 года «Звездный путь», а Фонтана познакомилась с научной фантастикой, которая ранее не интересовала её. После поддержки со стороны ассоциированного продюсера Роберта Х. Джастмана, и поскольку она работала над телесериалом с самого начала разработки, Родденберри поручил ей написать телесценарий по идее, которую он придумал для эпизода под названием, «The Day Charlie Became God» (с англ. — «День, когда Чарли стал богом»).
Фонтана проработала предпосылку в сценарии для эпизода «Закон Чарли», хотя приписала Родденберри авторство сюжета, а себе приписала только авторство телесценария. Он транслировался как второй эпизод телесериала. Хотя это был адаптированный сюжет, она также написала эпизод «Завтра — это вчера», на основе своей собственной идеи.
К середине первого сезона, Стив Карабацос, редактор сюжета, уже покинул производство, и, как оказалось, второй редактор Джон Д. Ф. Блэк, также планировал уйти, поэтому Родденберри поручил Фонтане переписать эпизод «Эта сторона рая». И Родденберри, и сеть, остались довольны её работой, и она стала новым редактором сюжета вместо секретаря Родденберри, в сентябре 1966 года.
Впоследствии Фонтана придумала идеи для эпизодов: «Путь на Вавилон» и «Дитя пятницы». Были и другие работы, которые ей официально приписывали на основании арбитража Гильдии сценаристов, но которые представляли собой всего лишь переписанные эпизоды. Позже она вспомнила, как полностью переписывала эпизод «Новейший компьютер», поскольку первоначальный сценарист, не желал вносить рекомендуемые изменения.
Фонтана была одной из четырёх сценаристов, переписавших эпизод Харлана Эллисона, «Город на краю вечности», вместе с Родденберри, Джином Куном и Карабацосом, которые в разное время вносили изменения, к неудовольствию Эллисона.
Фонтана покинула команду перед третьим сезоном, но продолжала писать сценарии, на внештатной основе. К ним относятся: «Происшествие на «Энтерпрайзе»», «Та, что осталась в живых» и «Путь в Эдем»; в последних двух она была указана под псевдонимом Michael Richards.
Фонтане не понравились некоторые изменения, внесённые в «Происшествие на «Энтерпрайзе»», такие как размер маскирующего устройства, и ей было трудно работать с её заменой, поскольку новый редактор сюжета Артур Х. Сингер, не понимал основ телесериала, например, того, что делал транспортёр.
У Фонтаны возникли дальнейшие разногласия с продюсером Фредом Фрейбергером, относительно того, сколько лет должно быть Леонарду МакКою, на момент разработки «Пути в Эдем».
Леонард Нимой приписал Фонтане, расширение вулканской культуры в «Звёздном пути». Он не был уверен, когда был предложен эпизод «Эта сторона рая», так как Фонтана сменила главного романтического героя с Хикару Сулу на Спока, но ему понравилась возможность, отыграть эмоции, вместе с персонажем, а также похвалил её работу над эпизодами: «Путь на Вавилон» и «Происшествие на «Энтерпрайзе».
Нимой также чувствовал, что Фонтана, в отличие от других сценаристов «Звёздного пути», смогла создать правдоподобных женских персонажей, которые были полностью разработаны в сценарии.
Внештатный статус означал, что Фонтана могла писать сценарии для нескольких телесериалов, включая снова вестерны. В 1969 году, она была номинирована на премию Гильдии сценаристов США, за эпизод телесериала «Потом пришёл Бронсон», под названием, «Two Percent of Nothing».

## Становление продюсером
В начале 1970-х, Дороти Фонтана написала сценарий для научно-фантастического телефильма Джина Родденберри 1973 года «Генезис II». В 1974 году, она работала его ассистентом, для его другого научно-фантастического телефильма «Плёнки Квестора», но не участвовала в написании сценария; однако она написала новеллизацию.
Также в 1973 году, Фонтана была нанята как редактор сюжета и ассоциированный продюсер, для мультсериала «Звёздный путь: Анимационный сериал». Родденберри, служивший как консультант, а не шоураннер, сохранил символический творческий контроль, но передал большую часть своих полномочий Фонтане, сосредоточившись на других телепроектах и лекционных турах.
Одной из задач Фонтаны в мультсериале, было получать «pitches» для эпизодов, которые она затем передавала Родденберри. Она также написала сценарий для одного эпизода, под названием «Год прошедший». В 1975 году, мультсериал получил Дневную премию «Эмми», в категории «Лучший детский сериал».
После того, как этот проект закрылся, Фонтана стала редактором сюжета для научно-фантастического телесериала 1977 года «Фантастическое путешествие». Хотя вскоре, он был отменён, работа с продюсером Леонардом Кацманом, привела к тому, что Фонтана написала сценарий, для ещё одного научно-фантастического телесериала 1977 года «Бегство Логана».
Фонтана также продала сюжеты нескольким другим научно-фантастическим телесериалам, включая: «Человек на шесть миллионов долларов» 1973 года, «Бак Роджерс в XXV веке» 1979 года и «Великий сыщик» 1983 года, хотя последний так и не стал эпизодом, из-за отмены телесериала).
С 1978 по 1979 годы, Фонтана вместе со своим братом Ричардом, писала сценарии для телесериала 1972 года «Уолтоны», и снова под своим именем для телесериала того же года «Улицы Сан-Франциско».
Один из, возможно, апокрифических сюжетов, связан с опытом Фонтаны в написании сценария для научно-фантастического телесериала 1978 года «Звёздный крейсер «Галактика»». Сообщается, что она была настолько недовольна изменениями, внесёнными в её сценарий для эпизода «Орудие планеты Зеро», что использовала псевдоним.
Когда началась работа над телесериалом 1987 года «Звёздный путь: Следующее поколение», сиквелом телесериала 1966 года, Родденберри попросил Фонтану присоединиться к команде, и она предложила поделиться некоторыми сюжетными идеями. После того, как он предложил что-то связанное с инопланетной космической станцией, у неё возникла идея создать пилотный эпизод «Встреча в дальней точке».
Фонтане предложили должность редактора сюжета в команде, но она хотела быть ассоциированным продюсером. Сценаристу Роберту Левину, это сначала показалось трудным, поскольку из-за того, что она была зарегистрирована в Гильдии сценаристов США, он не мог по контракту просить её выполнить определённые задачи. Поскольку она предложила — а Родденберри ожидал, что он это сделает, — он всё равно это сделал. В конечном счёте, ей дали должность ассоциированного продюсера.
Левин сказал, что эта борьба вызвала некоторую неприязнь между Фонтаной и Родденберри, и она ушла в первом сезоне. Она написала сюжет, который привёл бы Леонарда Нимоя в телесериал в его роли Спока, но Родденберри отверг его. Когда актёр и персонаж позже появились в эпизоде пятого сезона «Объединение», она почувствовала, что её первоначальный взгляд на «Следующее поколение» был правильным.
Работа Фонтаны над эпизодом «Встреча в дальней точке», была расширена Родденберри, чтобы добавить персонажа Q, поскольку, когда она писала свой черновик, было неясно, будет ли это одиночный, или двойной эпизод. В своей работе над эпизодом «Голая действительность», она была указана под псевдонимом J Michael Bingham.
Отношения Фонтаны с Родденберри стали настолько натянутыми перед её уходом, что она начала записывать на магнитофон их разговоры. После ухода, она подала иск в Гильдию сценаристов, заявив, что она также работала редактором сюжета в телесериале, но ей за это так и не заплатили. Этот вопрос был урегулирован дружно с Paramount Television.

## Поздние работы
Редактор Pocket Books, Дэйв Стерн обратился к Дороти Фонтане с просьбой написать роман по вселенной «Звёздного пути», и она предложила написать сюжет о первой миссии Спока на Энтерпрайзе, где он присоединился к команде под руководством капитана Кристофера Пайка. Роман «Vulcan's Glory» (с англ. — «Слава Вулкана»), также включал первую миссию Скотти, и исследование Номера один. Фонтана описала это как приятный опыт, особенно работу со Стерном.
В 1993 году, Фонтана вернулась во франшизу «Звёздного пути» с «Дакс», эпизодом для телесериала 1993 года «Звёздный путь: Глубокий космос 9». Режиссёр эпизода Питер Аллан Филдс, привёл Фонтану в телесериал, после того, как он ранее работал с ней над научно-фантастическим и экшн телесериалом «Человек на шесть миллионов долларов». Ей было трудно написать этот эпизод из-за того, что персонажи ещё не были полностью исследованы, так как это было в начале первого сезона.
В 1994 году, Фонтана написала сценарий для «Молитвы войны», эпизода первого сезона научно-фантастического телесериала (тоже 1993 года) «Вавилон-5», основываясь на предпосылке создателя телесериала Дж. Майкла Стражински. Только пилот был доступен для исследовательских целей, поэтому она провела некоторое время, разговаривая со Стражински чтобы прочувствовать телесериал.
Затем Фонтана приступила к работе над эпизодом «Наследие прошлого», который был единственной частью первого сезона, созданной внештатным работником, но не основанной, ни на одной из идей Стражински.
Для своего эпизода второго сезона «Далёкая звезда», она написала сценарий, основанный на идее Стражински. Стражински был настолько впечатлен её персонажем Неруном из «Наследия прошлого», что он стал повторяющимся персонажем.
Вместе с Дереком Честером, Фонтана также написала сценарии для видеоигр Bethesda Softworks 2006 года: Star Trek: Legacy и Star Trek: Tactical Assault. Тодд Вон, вице-президент Bethesda Softworks по разработке, охарактеризовал её как «одну из самых плодовитых и выдающихся сценаристов «Звёздного пути»».
В 2006 году, Фонтана написала сценарий для эпизода «To Serve All My Days» (с англ. — «Служить все мои дни»), для созданного фанатами телесериала 2004 года «Звёздный путь: Новые приключения».
Работа Фонтаны над эпизодом «Происшествие на «Энтерпрайзе»», в третьем сезоне «Звёздного пути», привела к тому, что IDW Publishing захотела, чтобы она написала продолжение в форме книги комиксов для мини-серии «Star Trek: Year Four» (с англ. — «Звёздный путь: Год четвёртый») под названием, «The Enterprise Experiment» (с англ. — «Эксперимент на «Энтерпрайзе»»).
После вступления в Гильдию сценаристов США в 1960 году, Фонтана работала в совете директоров, между 1988 и 1990 годами и между 1991 и 1993 годами. В 1997 и 2002 году, она была награждена премией Моргана Кокса за заслуги перед гильдией. Она также была включена в Зал славы «American Screenwriters Association» (с англ. — «Американская ассоциация сценаристов»), в 2001 году.

## Личная жизнь
В 1981 году, Дороти Фонтана вышла замуж за художника по визуальным эффектам Денниса Скотака.
2 декабря 2019 года, Фонтана умерла после непродолжительной болезни.

## Фильмография
| Год(ы)    | Телесериал                            | Заметки                                                                                      | Пр.    |
| --------- | ------------------------------------- | -------------------------------------------------------------------------------------------- | ------ |
| 1960      | The Tall Man                          | Сценаристка; два эпизода В титрах указана как Dorothy C. Fontana (рус. Дороти К. Фонтана)    | [ 24 ] |
| 1961      | Frontier Circus                       | Сценаристка; один эпизод В титрах указана как Dorothy C. Fontana (рус. Дороти К. Фонтана)    | [ 25 ] |
| 1961      | Shotgun Slade                         | Сценаристка; один эпизод В титрах указана как Dorothy C. Fontana (рус. Дороти К. Фонтана)    | [ 21 ] |
| 1965      | Бен Кейси                             | Сценаристка; один эпизод                                                                     | [ 32 ] |
| 1966–1968 | Звёздный путь                         | Сценаристка; десять эпизодов Редактор сюжета (1 и 2 сезона)                                  | [ 18 ] |
| 1967      | Дорога на запад                       | Сценаристка; один эпизод                                                                     | [ 68 ] |
| 1968–1969 | Большая долина                        | Сценаристка; два эпизода                                                                     | [ 32 ] |
| 1968–1969 | Лансер                                | Сценаристка; два эпизода                                                                     | [ 21 ] |
| 1968–1969 | Высокий кустарник                     | Сценаристка; два эпизода                                                                     | [ 79 ] |
| 1969      | Потом пришёл Бронсон                  | Сценаристка; один эпизод                                                                     | [ 32 ] |
| 1969–1970 | Бонанза                               | Сценаристка; два эпизода                                                                     | [ 21 ] |
| 1970      | А вот и невесты                       | Сценаристка; один эпизод                                                                     | [ 32 ] |
| 1972–1973 | Истории привидений                    | Сценаристка; два эпизода                                                                     | [ 46 ] |
| 1973      | Звёздный путь: Анимационный сериал    | Сценаристка; один эпизод Ассоциированный продюсер Редактор сюжета                            | [ 49 ] |
| 1973–1975 | Улицы Сан-Франциско                   | Сценаристка; четыре эпизода В титрах указана как Dorothy C. Fontana (рус. Дороти К. Фонтана) | [ 21 ] |
| 1974      | Человек на шесть миллионов долларов   | Сценаристка; два эпизода                                                                     | [ 51 ] |
| 1974      | Земля исчезнувших                     | Сценаристка; один эпизод                                                                     | [ 80 ] |
| 1975      | Кунг-фу                               | Сценаристка; один эпизод                                                                     | [ 32 ] |
| 1976      | Берт Д’Анджело/Суперзвезда            | Сценаристка; один эпизод                                                                     | [ 79 ] |
| 1977      | Фантастическое путешествие            | Сценаристка; один эпизод                                                                     | [ 48 ] |
| 1977–1979 | Бегство Логана                        | Сценаристка; три эпизода Редактор сюжета                                                     | [ 51 ] |
| 1978–1979 | Уолтоны                               | Сценаристка; три эпизода                                                                     | [ 32 ] |
| 1978–1979 | Даллас                                | Сценаристка; два эпизода                                                                     | [ 32 ] |
| 1979      | Бак Роджерс в XXV веке                | Сценаристка; один эпизод                                                                     | [ 51 ] |
| 1985      | Хи-Мен и властелины вселенной         | Сценаристка; один эпизод                                                                     | [ 79 ] |
| 1986–1987 | Звёздный путь: Следующее поколение    | Сценаристка; пять эпизодов Ассоциированный продюсер Редактор сюжета                          | [ 54 ] |
| 1989      | Война миров                           | Сценаристка; один эпизод                                                                     | [ 79 ] |
| 1992      | Легенда о принце Валианте             | Сценаристка; один эпизод                                                                     | [ 79 ] |
| 1993      | Звёздный путь: Глубокий космос 9      | Сценаристка; один эпизод                                                                     | [ 81 ] |
| 1994      | Вавилон-5                             | Сценаристка; три эпизода                                                                     | [ 66 ] |
| 1996      | Робинзоны космоса                     | Сценаристка; один эпизод                                                                     | [ 79 ] |
| 1997      | Капитан Симиан и космические обезьяны | Сценаристка; два эпизода                                                                     | [ 79 ] |
| 1997      | ReBoot                                | Сценаристка; один эпизод                                                                     | [ 79 ] |
| 1997      | Земля: Последний конфликт             | Сценаристка; один эпизод                                                                     | [ 32 ] |
| 1998      | Серебряный Сёрфер                     | Сценаристка; один эпизод                                                                     | [ 79 ] |
| 1999      | Битвы Зверей                          | Сценаристка; один эпизод                                                                     | [ 79 ] |
| 2006      | Звёздный путь: Новые приключения      | Сценаристка; один эпизод                                                                     | [ 82 ] |

## Заметки
1. ↑  В России более распространённая версия псевдонима — Ди. Си. Фонтана.
2. ↑  Secretarial pool или typing pool — это группа секретарей, работающих в компании и готовых оказать помощь любому руководителю, не имеющему постоянного секретаря.
3. ↑  рус. Дороти К. Фонтана или Дороти Си. Фонтана
4. ↑  рус. Д. К. Фонтана или Ди Си Фонтана
5. ↑  рус. Майкл Ричардс
6. ↑  Pitch — краткое словесное (иногда визуальное) представление идеи фильма или телесериала, которое обычно делается сценаристом или режиссёром для продюсера или руководителя студии, в надежде привлечь финансирование для оплаты написания сценария.
7. ↑  Апокриф — религиозный текст, преимущественно христианский, не принадлежащий к канону.
8. ↑  рус. Джей Майкл Бингхэм